# Lorena Ruiz-Huerta
Lorena Ruiz-Huerta García de Viedma (Madrid, 19 de febrer de 1977) és una activista, política, professora i advocada espanyola, especialista en dret penal i de la família, diputada de la desena legislatura de l'Assemblea de Madrid.

## Biografia
Nascuda el 19 de febrer de 1977 a Madrid, des de molt jove ha participat activament en els moviments socials. El 2011 va participar en la manifestació del 15 de maig del mateix any que després es convertiria en el moviment 15-M.
Va ser professora associada de l'àrea de dret penal de la Universitat Carles III de Madrid fins a 2011 i, des de llavors, professora de dret en el programa per a estudiants nord-americans en aquesta mateixa universitat. És membre de l'Associació Lliure d'Advocats, executiva regional de Podem i de la plataforma No Somos Delito. El desembre de 2012 va declarar, en una xerrada en línia, que el compromís del seu oncle (l'advocat Alejandro Ruiz-Huerta) i la matança d'Atocha de 1977 van influir bastant en la seva decisió d'estudiar dret i ser advocada.
El març de 2015 la direcció estatal del Podem i el Consell Ciutadà de la Comunitat de Madrid del partit van avalar la llista de candidats per a les eleccions autonòmiques de maig de 2015, en la qual Ruiz-Horta va ser inclosa com a número dos. Va ser elegida diputada de la desena legislatura de l'Assemblea de Madrid. El desembre de 2016 va substituir José Manuel López Rodrigo com a portaveu del grup parlamentari de Podem al parlament autonòmic. Normalment se l'assigna en el corrent Anticapitalista de Podem.
Va ser la candidata per substituir Cristina Cifuentes que va presentar el Grup Parlamentari de Podem en una moció de censura contra la presidenta de la comunitat autònoma el juny de 2017, que no va tirar endavant, en rebre únicament els 27 vots a favor del grup de Podem en el ple de l'Assemblea de Madrid, per 37 abstencions del Grup Parlamentari Socialista i 64 vots en contra dels grups Popular i de Ciutadans.